# Космос-756
Космос-756 је један од преко 2400 совјетских вјештачких сателита лансираних у оквиру програма Космос.
Космос-756 је лансиран са космодрома Плесецк, СССР, 22. августа 1975. Ракета-носач Р-7 Семјорка (рус. Семёрка) (8К71, НАТО ознака SS-6 Sapwood) са додатим степеном је поставила сателит у орбиту око планете Земље. Маса сателита при лансирању је износила 2500 килограма. Космос-756 је био сателит намијењен за електронско извиђање, јављање и навођење.